# Kolonia Piaski (Sainte-Croix)
Pour les articles homonymes, voir Kolonia Piaski.
Kolonia Piaski est une localité polonaise de la gmina de Kunów, située dans le powiat d'Ostrowiec en voïvodie de Sainte-Croix.